# Recilia formosielus
Recilia formosielus là loài bọ thuộc họ Cicadellidae đặc hữu Đài Loan.